# Florian Loewenau
Johannes Florian Loewenau OFM (* 24. Mai 1912 in Snopken, Kreis Johannisburg; † 4. Juni 1979 in Florianópolis, Brasilien) war ein deutscher Ordensgeistlicher, Missionar in Brasilien und Prälat der Territorialprälatur Óbidos.

## Leben
Loewenau trat in den Franziskanerorden ein, wurde 1932 als Missionar nach Brasilien entsandt und empfing dort am 22. Mai 1937 die Priesterweihe.
Am 8. September 1950 ernannte ihn Papst Pius XII. zum Prälaten von Santarém und Titularbischof von Drivastum. Am 26. November 1950 empfing er die Bischofsweihe durch den Erzbischof von Paraíba, Moisés Ferreira Coelho. Mitkonsekratoren waren sein Amtsvorgänger Anselmo Pietrulla OFM, Bischof von Campina Grande, und Félix César da Cunha Vasconcellos OFM, Bischof von Penedo. Am 12. September 1957 berief Papst Pius XII. Loewenau zum ersten Prälaten der neu errichteten Territorialprälatur Óbidos.
Während des Zweiten Vatikanischen Konzils nahm Loewenau als Konzilsvater an allen vier Sitzungsperioden teil.
Papst Paul VI. nahm 1972 seinen gesundheitsbedingten Rücktritt an. Am 4. Juni 1979 verstarb Bischof Loewenau in Florianópolis während einer Magenoperation. Er wurde zunächst auf dem Ordensfriedhof der Schwestern von der göttlichen Vorsehung in Florianópolis und später in der Krypta der Kathedrale St. Anna in Óbidos bestattet.